# Operazione Celestina
Operazione Celestina (Cabras da Peste) è un film brasiliano del 2021, diretto da Vitor Brandt.

## Trama
Il poliziotto Bruce vuole ritrovare Celestina, una capra misteriosamente sparita nel nulla, alla quale è affezionato. Durante le ricerche conoscerà un altro agente, Trindade, molto diverso da lui per carattere.

## Distribuzione
Il film è stato distribuito sulla piattaforma Netflix il 18 marzo 2021.